# Bracksteklar
Bracksteklar (Braconidae) är en familj bland parasitsteklarna. Det finns cirka 40000 kända arter i världen. Av dessa finns drygt 1100 arter i Sverige.

## Kännetecken
Bracksteklarna blir oftast mellan 2 och 15 millimeter långa. Framvingen har högst två tvärribbor i mittpartiet vilket skiljer dem från brokparasitsteklarna som har tre tvärribbor.

## Levnadssätt
Bracksteklarna lever som parasitoider på andra insekter. Framför allt larver och puppor av fjärilar, skalbaggar och flugor. Ofta läggs flera ägg i samma värddjur. Bracksteklarna (främst arter ur släktena Apanteles, Bracon och Opius) används vid biologisk bekämpning av skadeinsekter.